# Vildängel
Vildängel är en svensk dramafilm från 1997 i regi av Christer Engberg. Den spelades in i Luleå.
Filmen handlar om Jim som kommer från Stockholm till Luleå för att börja i en klass för ungdomar som av olika skäl inte går i en vanlig klass. Klassen är då i färd med att sätta ihop en teater.
De båda manusförfattarna samt många av skådespelarna har även gjort filmen Lusten till ett liv.

## Rollista i urval
- Mattias Barthelsson - Jim, elev
- Nina Morin - Linda, elev
- Patrik Johansson - Reijo, elev
- Lotta Högberg - Nadja, elev
- Martin Wikström - Viktor, elev
- Lotta Örnryd - Katja, elev
- Jimmy Backman - Kenta, elev
- Veronika Björk - Siv, elev
- Jonatan Lundberg - Morgan, elev
- Fredrik Gunnarsson - Conny, lärare
- Ann-Sofie Rase - Stina, praktikant
- Alf Nilsson - Vester, rektor
- Marianne Mörck - Birgitta, studierektor
- Thorsten Näslund - Sivert, vaktmästare
- Dick Ask - Björn, Jims fosterpappa
- Jarl Lindblad - Kock

## Filmmusik i urval
- Dark Influence, kompositör J. Gustavsson, K. Kaipia och Krister Åsvik
- Respect
- Stand Up and Fight
- L' Internationale (Internationalen), kompositör 1887 Pierre Degeyter, fransk text 1871 Eugène Pottier, svensk text 1902 Henrik Menander